# Згорня Капла
Згорня Капла (словен. Zgornja Kapla) — поселення в общині Подвелка, Регіон Корошка, Словенія. Висота над рівнем моря: 828,5 м.